# Ponta de Areia
Ponta de Areia é um distrito do município de Caravelas, no estado brasileiro da Bahia.

## História
Na estação ferroviária de Ponta de Areia localizava-se o marco inicial da Estrada de Ferro Bahia e Minas, que ligava o sul da Bahia ao nordeste de Minas Gerais.

## Na cultura
Fernando Brant e Milton Nascimento dedicaram a música "Ponta de Areia" a esta estrada de ferro.